# Sant Pèire d'Aenac
Sant Pèire-Aenac (en francès Saint-Pierre-Eynac) és un municipi francès situat al departament de l'Alt Loira i a la regió d'Alvèrnia-Roine-Alps. L'any 2007 tenia 986 habitants.

## Demografia

### Població
El 2007 la població de fet de Saint-Pierre-Eynac era de 986 persones. Hi havia 382 famílies de les quals 95 eren unipersonals (71 homes vivint sols i 24 dones vivint soles), 110 parelles sense fills, 153 parelles amb fills i 24 famílies monoparentals amb fills.
La població ha evolucionat segons el següent gràfic:
Habitants censats

### Habitatges
El 2007 hi havia 521 habitatges, 395 eren l'habitatge principal de la família, 97 eren segones residències i 29 estaven desocupats. 507 eren cases i 14 eren apartaments. Dels 395 habitatges principals, 313 estaven ocupats pels seus propietaris, 69 estaven llogats i ocupats pels llogaters i 13 estaven cedits a títol gratuït; 11 tenien dues cambres, 59 en tenien tres, 109 en tenien quatre i 216 en tenien cinc o més. 302 habitatges disposaven pel capbaix d'una plaça de pàrquing. A 144 habitatges hi havia un automòbil i a 219 n'hi havia dos o més.

### Piràmide de població
La piràmide de població per edats i sexe el 2009 era:
| Homes | Edats   | Dones |
| ----- | ------- | ----- |
| 0     | 95 o +  | 0     |
| 4     | 90 a 94 | 4     |
| 4     | 85 a 89 | 4     |
| 12    | 80 a 84 | 0     |
| 8     | 75 a 79 | 12    |
| 12    | 70 a 74 | 24    |
| 20    | 65 a 69 | 16    |
| 24    | 60 a 64 | 16    |
| 16    | 55 a 59 | 12    |
| 12    | 50 a 54 | 16    |
| 36    | 45 a 49 | 36    |
| 48    | 40 a 44 | 36    |
| 32    | 35 a 39 | 32    |
| 48    | 30 a 34 | 36    |
| 16    | 25 a 29 | 32    |
| 24    | 20 a 24 | 12    |
| 28    | 15 a 19 | 28    |
| 52    | 10 a 14 | 28    |
| 40    | 5 a 9   | 32    |
| 28    | 0 a 4   | 24    |

## Economia
El 2007 la població en edat de treballar era de 635 persones, 505 eren actives i 130 eren inactives. De les 505 persones actives 482 estaven ocupades (277 homes i 205 dones) i 23 estaven aturades (4 homes i 19 dones). De les 130 persones inactives 57 estaven jubilades, 44 estaven estudiant i 29 estaven classificades com a «altres inactius».

### Ingressos
El 2009 a Saint-Pierre-Eynac hi havia 404 unitats fiscals que integraven 1.057 persones, la mediana anual d'ingressos fiscals per persona era de 17.553 €.

### Activitats econòmiques
Dels 31 establiments que hi havia el 2007, 2 eren d'empreses extractives, 1 d'una empresa de fabricació d'altres productes industrials, 11 d'empreses de construcció, 4 d'empreses de comerç i reparació d'automòbils, 5 d'empreses d'hostatgeria i restauració, 1 d'una empresa financera, 2 d'empreses immobiliàries, 4 d'empreses de serveis i 1 d'una empresa classificada com a «altres activitats de serveis».
Dels 13 establiments de servei als particulars que hi havia el 2009, 1 era un taller de reparació d'automòbils i de material agrícola, 2 paletes, 2 guixaires pintors, 1 fusteria, 3 lampisteries, 2 restaurants i 2 agències immobiliàries.
L'any 2000 a Saint-Pierre-Eynac hi havia 46 explotacions agrícoles que ocupaven un total de 708 hectàrees.

## Equipaments sanitaris i escolars
El 2009 hi havia 2 escoles elementals.

## Poblacions més properes
El següent diagrama mostra les poblacions més properes.